# 什文喬內利艾
什文喬內利艾是立陶宛的城市，位於什文喬尼斯以西10公里的熱梅納河畔，距離首都維爾紐斯87公里，由維爾紐斯縣負責管轄，面積5.80平方公里，2010年人口6,162。